# 도시마군

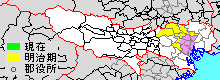
도쿄부 도시마군. (분홍색은 후에 도쿄시에 편입된 구역)

도시마군(豊島郡)은 무사시국과 도쿄부에 설치되었던 군이다. 근세 이후의 군역은 대체로 도쿄도 지요다구, 주오구, 미나토구, 다이토구, 분쿄구, 신주쿠구, 시부야구, 도시마구, 아라카와구, 기타구, 이타바시구, 스미다구의 남부, 네리마구의 대부분에 해당하지만, 행정 구역과 대응하는 것은 아니다. 
1878년 군구정촌 편제법이 시행되면서 기타토시마군과 미나미토시마군이 발족하면서 소멸하였다.